# Astroconodon
Astroconodon is een geslacht van uitgestorven zoogdieren uit het Krijt van Noord-Amerika. Het was een lid van Eutriconodonta. Het was een klein roofdier, ofwel een landbewonende insecteneter en carnivoor, of een semi-aquatische piscivoor. Het is de eerste gevonden eutriconodont uit het Krijt.

## Naamgeving en beschrijving
De typesoort is Astroconodon denisoni. Bekend van de Antlersformatie, werd het type-exemplaar FMNH PM 542 voor het eerst beschreven in 1951 door Bryan Patterson. De typesoort is Astroconodon denisoni. De geslachtsnaam is afgeleid van het Grieks ἀστήρ, astèr, 'ster', konos, 'kegel', en 'odoon', 'tand', een verwijzing naar het zijn van een conodont uit de Lone Star State, Texas. De soortaanduiding eert Robert H. Denison welke het holotype in november 1949 toevallig vond toen hij op zoek was naar schildpadfossielen bij Forestburg in Montague County. Het is een rechteronderkaak van een volwassen individu.
Het is een over het algemeen vrij algemene soort, bekend van een grote hoeveelheid losse tanden, die een hoge mate van variabiliteit vertonen. Zijn kiezen zijn gemiddeld 0,59 tot twee millimeter lang, en de distale, meer richting achterzijde kaak, toont een duidelijke toename in kroonhoogte.
De tweede soort Astroconodon delicatus, 'de delicaat gebouwde', werd later gevonden in de Cedar Mountainformatie. De typeplaats is Mussentuchit , het holotype OMNH V239. Hij is kleiner dan Astroconodon denisoni met ongeveer tachtig procent van diens lengte en verschilt van hem, en de meeste Noord-Amerikaanse triconodontiden, door het ontbreken van een linguale cingulide op de onderste kiezen en premolaren.
Een mogelijke derde soort, momenteel naamloos, is bekend uit de Twin Mountainsformatie. Er is niet veel over geschreven. Hij is gebaseerd op FMNH PM 543, een linkeropperarmbeen

## Fylogenie
Altijd geïdentificeerd als een triconodont zoogdier, hebben recente studies het gevonden als een triconodontide eutriconodont, het nauwst verwant aan Alticonodon en Corviconodon (deze zijn op hun beurt elkaars zustertaxa).

## Biologie
Vanwege de overvloed aan afzettingen in meren en estuaria en bijzondere associatie met visrijke gebieden, is gesuggereerd dat Astroconodon een aquatische piscivoor was, een bewering die wordt versterkt door een waargenomen functionele gelijkenis tussen zijn kiezen en die van walvisachtigen en vinpotigen. Andere onderzoekers zoals Zofia Kielan-Jaworowska waren echter niet overtuigd en merkten op dat het eutriconodonte gebit niet gemakkelijk kan worden vergeleken met placentale tanden, en dat ze over het algemeen een scheerfunctie hadden in tegenstelling tot de niet-afsluitende, grijpende tanden van zeezoogdieren. De prevalentie op waterafzettingen, volgens haar eigen woorden, 'kan heel goed echt zijn, maar de betekenis ervan is niet duidelijk', aangezien het, net als veel andere soorten die in rivierafzettingen worden aangetroffen, eenvoudig een op het land levende soort kan zijn waarvan de overblijfselen door het water zijn verplaatst.
Landbewonend of aquatisch, Astroconodon was, zoals de meeste eutriconodonten, vrijwel zeker een roofdier. Zoals bij de meeste eutriconodonten, werden de triconodontische kiezen aangepast om te scheren, net als de scheurkiezen van therische carnivoren.

## Paleo-ecologie
Astroconodon komt voor in verschillende fossiele formaties, waarvan de meeste wetland- en delta-omgevingen weergeven. In zowel de Antlersformatie als de Cedar Mountainformatie komt het voor naast iconische dinosauriërs als Tenontosaurus en Deinonychus, en in het verleden bestaat het naast een grote verscheidenheid aan andere zoogdieren, waaronder twee andere eutriconodonten, de aanzienlijk grotere Jugulator amplisimus en nauw verwante Corviconodon utahensis , evenals vele multituberculaten en theriërs.